# Muntić
Muntić (lat. Monticolum, tal. Monticchio (Polesano)) mjesto je u jugoistočnoj Istri. Etimologija naziva proizlazi iz lat. riječi "mòns", odnosno "monticulus", koja označuje brdo ili brežuljak.

## Zemljopis
Naselje 9km sjeveroistočno od Pule, nekoć u sastavu općine Marčana, danas općine Ližnjan. Iako strukturalno i logistički čitavo vrijeme vezano uz grad Pulu (pošt.br., osn.škola od V.raz.osn. i sl.). Nalazi se na uzvisini koja dominira jugozap. Puljštinom, između obližnje Valture i Loborike, podalje od današnjih gl. puteva i nedaleko (2,5km) od Pulske zražne luke. Istočno od Muntića, prema Valturi, nalazi se predrimsko arheološko nalazište Nezakcij te uvala Budava. 
Prema tradicionalnoj znamenitosti istarskoga sela, Muntić se također kao naselje dijeli na kvartovske čestice (najčešće prema obiteljskim skupinama), pa tako npr. imamo dijelove naselja s nazivima; Brov, Zvonići, Placa, Barelini, Škabini, Markolovi, Krnjeli, Čalići i sl.

## Stanovništvo
Stanovnici uglavnom rade u obližnjoj Puli, iako naselje i dalje njeguje poljoprivrednu tradiciju, poglavito vinogradarstvo i maslinarstvo. Zadnjih se desetak godina u M. razvija i turizam u obliku ruralnoga smještaja s lokalnom ponudom. Poradi blizine grada Pule te perioda industrijalizacije, na žalost naselje danas ima iznimno malo izvornih kuća u tradicionalnome istarskom stilu.  

## Povijest
Područje je bilo nastanjeno već u prapovijesti (gradine u okolici Nezakcija i Loborike) te u rim. doba (ladanjske rim. vile u današnjim Radekima, na Stanciji Wasserman ili Vasimovoj stanciji, kako ju nazivaju mještani). Smatra se kako je mjesto nastalo na području na kojemu je zasjedala rimska legija koja je u I.st. pr. Kr. osvajala histarsku glavnu gradinu Nezakcij, po nazivu Sors Rumeianum (Rumejarum), Rumianum ili 'Rumiarum', naziv koji još danas veže uz najveću muntićku lokvu (baru) - Runjan. 
Naselje se još spominje nekoliko puta, sve do značajnijih izvoria iz 1028.god., kao dio feud. posjeda koji je pripadao pulskoj biskupiji, dok kasnije cesijom pripada akvilejskom patrijarhu. Zbog kuge i ratova do XVI.st. je napušteno, kao i većina okolnih sela i zaselaka u južnoj Puljštini. Tijekom XVI.st. hrvatske izbjeglice pred Osmanlijama iz Dalmacije u nekoliko su valova (1530., 1579., 1583., 1588.) naseljavane u mjesto, tada u vlasništvu Girolama Barbariga; novo je naselje nazvano M. (do XVII.st. u vrelima se naziva Montecchio sive Rumian). 
Župna crkva Sv.Jeronima, jednobrodna s preslicom na pročelju, spominje se kroz radove rekonstrukcije već u XIV.st., iako crkvica seže u XII. st.; ima jedno zvono iz 1396., lijevano u Veneciji (ljevaonica Marco Vendramo). U unutrašnjosti crkve vrijedan je gotički svod s lukovima, barokni tabernakul s natpisom Hic est corpus X i, te slika A.Samasse Majka Božja sa svecima iz 1827. Crkvica je nekoć imala vrijedne gotičke liturgijske elemente, od oltara do ručno izrađenih klupa, prikaza križnoga puta, do raznih kamenih ploča sa starogotičkim i glagoljskim natpisima kojima se više ne zna traga. Isto tako, nekoć je obilovala freskama (zadnjih šezdesetak god. prikrivenima zidnom bojom) tipičnih gotičkih prikaza plavoga svoda sa žutim zvjezdanim nebom, pa do bogatih prikaza svetaca smještenih iza oltara, koji su nažalost devastirani u zadnjoj nestručnoj rekonstrukciji (bez prisustva restauratorskog zavoda). 
Nekadašnjoj muntićkoj župi (danas zajedničkoj župi s Valturom) pripada i stara gotička crkva Blažene Djevice Marije (Sv.Marije od Kostanji, Kostanjice) iz 1197., kod današnjeg naselja Drage, između Valture i Muntića, gdje su mještani Muntića sve do nedavnih godina održavali tradicionalne godišnje procesije. Crkveno zvono crkve datira iz 1454.god. (ljevaonica Johanes Delton). Crkva je nekada nosila naziv Sv. Germana, kako se nalazi na veoma važnom antičkom putu koji je nekoć Nezakcij povezivao s Pulom, na mjestu gdje je Sv.Germanu prema predaji 284. obrubljena glava. Na crkvici se još danas nalazi stari gotički natpis iz XIV. stoljeća.

## Kultura
Muntić je naselje s dugogodišnjom glazbenom predajom istarskih kantadura, od kojih postoji bogati opus u arhivi Radio Pule koji je prikupio R. Pernić. Kroz muntićku tradiciju pjevanja i svirača istarskoga melosa poglavito izdvajamo imena kao Angelo Goldin i Mario Radešić (star.), Vilim Škuflić, Pere te Ive Škuflić (brico).

## Šport
U Muntiću od 1976., djeluje nogometni klub NK Muntić. Do nedavno je bilo veoma aktivno i boćalište (zog ud'burel, burele) koje nažalost danas više nema članova.

## Demografska statistika
Prema popisu stanovništva iz 2011. godine, naselje je imalo 406 stanovnika te 136 obiteljskih kućanstava.
| broj stanovnika | 129   | 159   | 134   | 168   | 179   | 220   | 281   | 348   | 322   | 296   | 297   | 299   | 301   | 312   | 376   | 400   | 325   |
|                 | 1857. | 1869. | 1880. | 1890. | 1900. | 1910. | 1921. | 1931. | 1948. | 1953. | 1961. | 1971. | 1981. | 1991. | 2001. | 2011. | 2021. |

## Vanjske poveznice
1. Muntić na Istrapediji
2. Arhivirana inačica izvorne stranice od 10. studenoga 2010. (Wayback Machine) Muntić na službenim stranicama Općine Ližnjan
3. Arhivirana inačica izvorne stranice od 22. listopada 2012. (Wayback Machine) Muntić s tal.izvora Istria e Dalmazia
4. Muntić s tal.izvora Istrinet.org
5. Arhivirana inačica izvorne stranice od 15. kolovoza 2017. (Wayback Machine) Javni prijevoz (autobusna linija 23), poveznica Pula - Muntić pulapromet.com